# Phare Ákra Gouroúni
Le phare Ákra Gouroúni est situé au Cap Gouroúni sur l'île Skópelos en Grèce. Il est achevé en 1884 ou en 1914.

## Caractéristiques
Le phare est une tour carrée blanche, dont le dôme de la lanterne est de couleur verte. Il s'élève à 86 mètres au-dessus de la mer Égée. Il délimite le passage entre les îles Skópelos et Skiathos.

## Codes internationaux
- ARLHS[3] : GRE-071
- NGA : 16480
- Admiralty[4] : E 4474

## Source
(en) [PDF] List of lights radio aids and fog signals - 2011 - The west coasts of Europe and Africa, the mediterranean sea, black sea an Azovskoye more (sea of Azov) (la liste des phares de l'Europe, selon la National Geospatial - Intelligence Agency)- Version 2011 - National Geospatial - Intelligence Agency